# Convento di Loreto
Il convento di Loreto (in ceco Pražská Loreta) è il santuario più importante della città di Praga e si trova nel quartiere Hradčany.
Il complesso, formatosi intorno alla Cappella della Santa Casa, costituisce un importante esempio dell'architettura barocca nella città. Si compone di un grande chiostro quadrangolare che circonda la cappella centrale e dalla Chiesa della Natività, che si apre sul lato orientale cel cortile. Una lunga facciata, a tre frontoni con torre centrale, si articola su tutto il lato d'accesso, su Loretánské náměstí (Piazza Loreto).

## Storia e descrizione

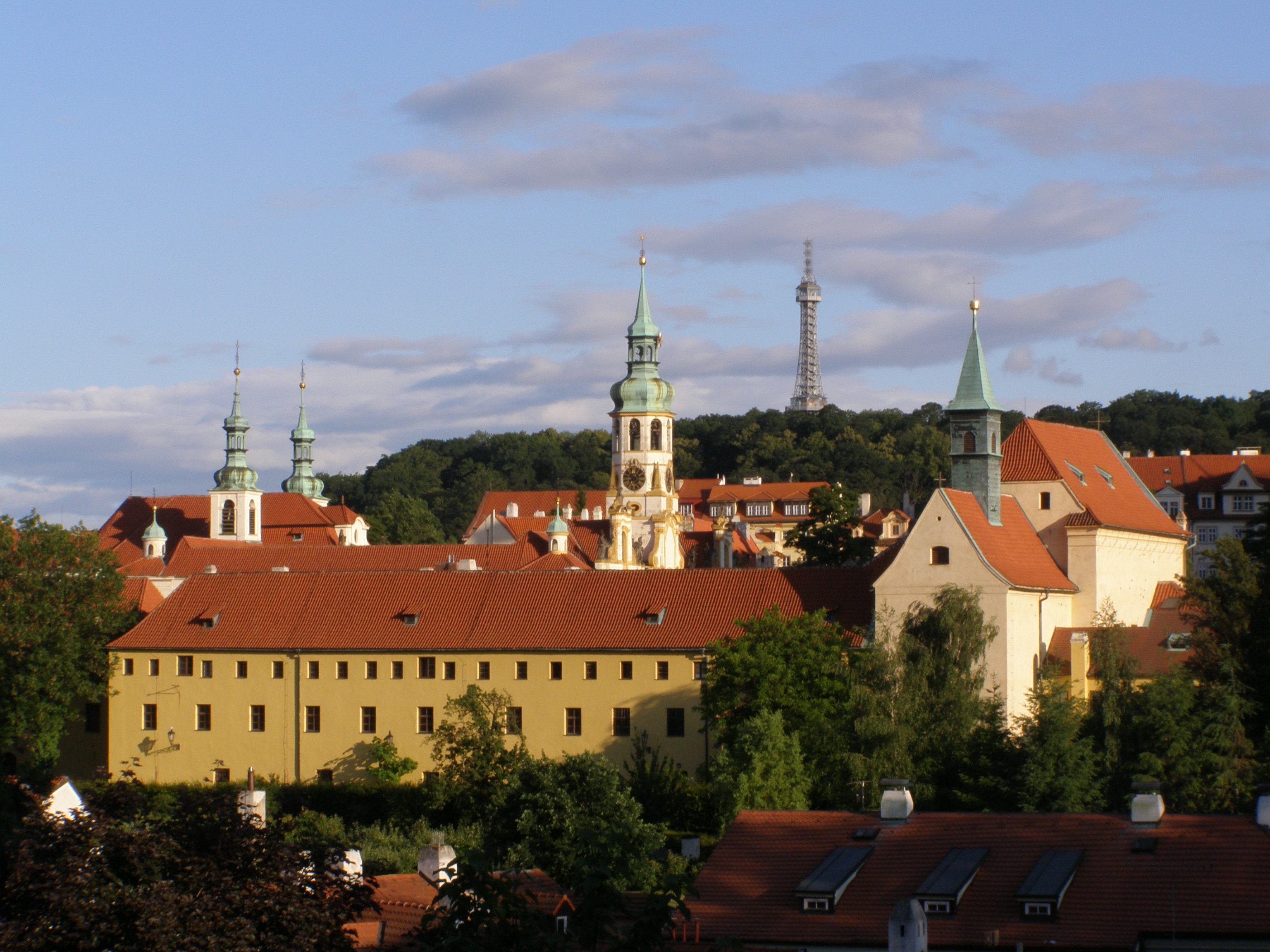
Veduta del complesso con l'Abbazia dei Cappuccini.

Il complesso fu fondato nel 1626 da Caterina Benigna di Lobkowicz, nobildonna ceca, che voleva far conoscere la leggenda della Santa Casa; ma anche Ferdinando II d'Asburgo contribuì al progetto appartenente all'architetto italiano Giovanni Battista Orsi, poiché faceva parte della sua strategia per riportare il paese al cattolicesimo. Al centro del complesso vi è una copia della famosa Santa Casa, che, nel periodo tra il 1634 e il 1664, fu circondata da un chiostro e da sedici cappelle. Circa un secolo più tardi venne aggiunto il lungo fronte che dà sulla piazza antistante; e nel 1734 la Chiesa della Natività, sull'asse ovest-est. I lavori terminarono con la sopraelevazione del chiostro, operata da Kilian Ignaz Dientzenhofer nel 1747-51.
Oggi il convento di Loreto è amministrato dalla vicina Abbazia dei Cappuccini.

### Cappella della Santa Casa
La cappella, al centro del complesso, fu il primo edificio costruito nel 1626, insieme al pianterreno del chiostro, da Giovanni Battista Orsi. Copia della più famosa Santa Casa di Loreto, che dà il nome a tutto il complesso, fu decorata esternamente con stucchi e rilievi che ritraggono i Profeti e Scene della Vita della Vergine; opera di artisti italiani, ad imitazione delle realizzazioni originali operate nel Santuario lauretano da Donato Bramante, Andrea Sansovino e Antonio da Sangallo il Giovane. La famiglia della fondatrice, i Lobkowicz, era molto devota al culto della Santa Casa di Loreto, tanto da farlo conoscere a tutto il territorio della Boemia e da costruire la loro cripta sepolcrale sotto questa riproduzione della Santa Casa. Venne consacrata il 25 marzo del 1631.

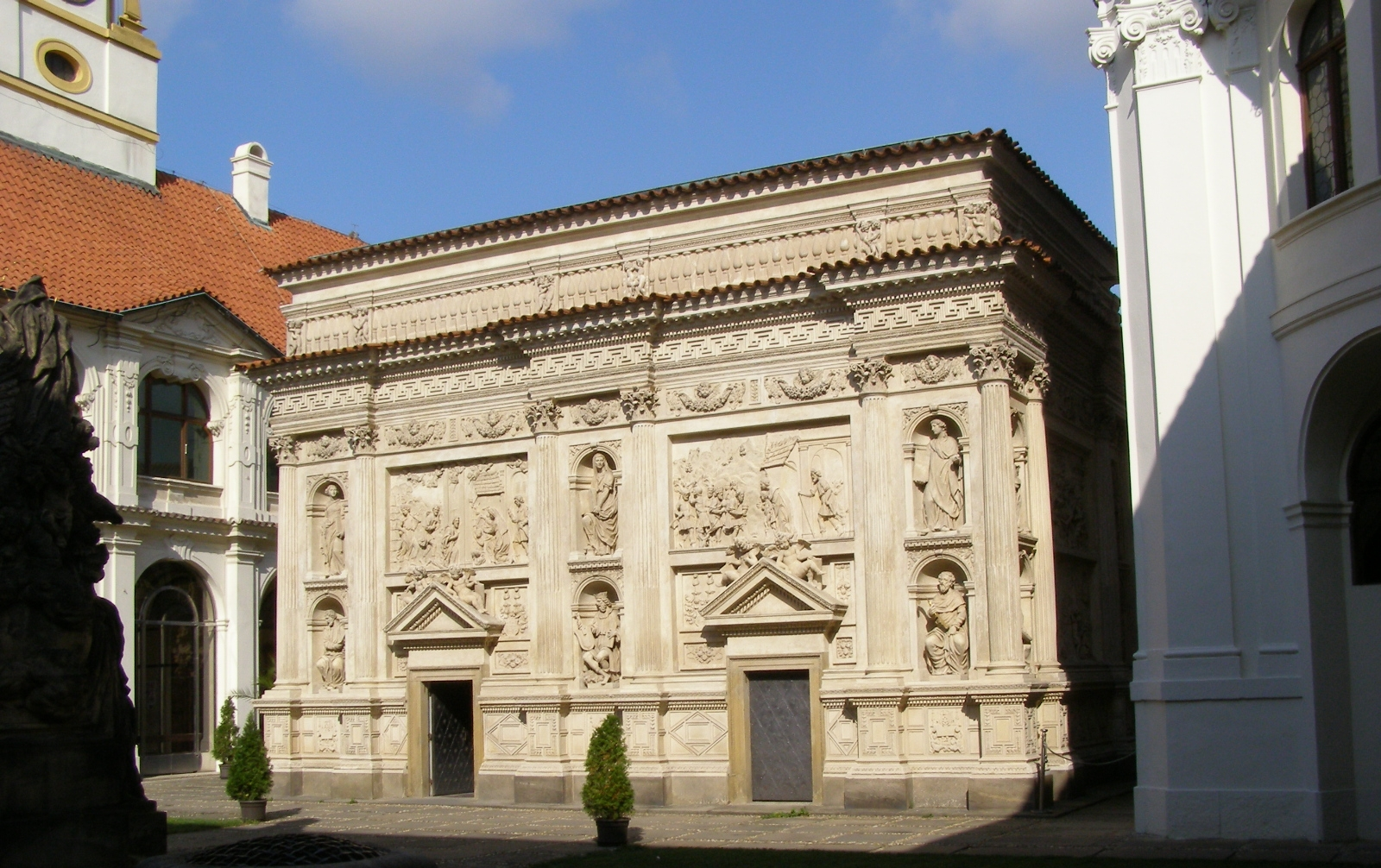
La Santa Casa
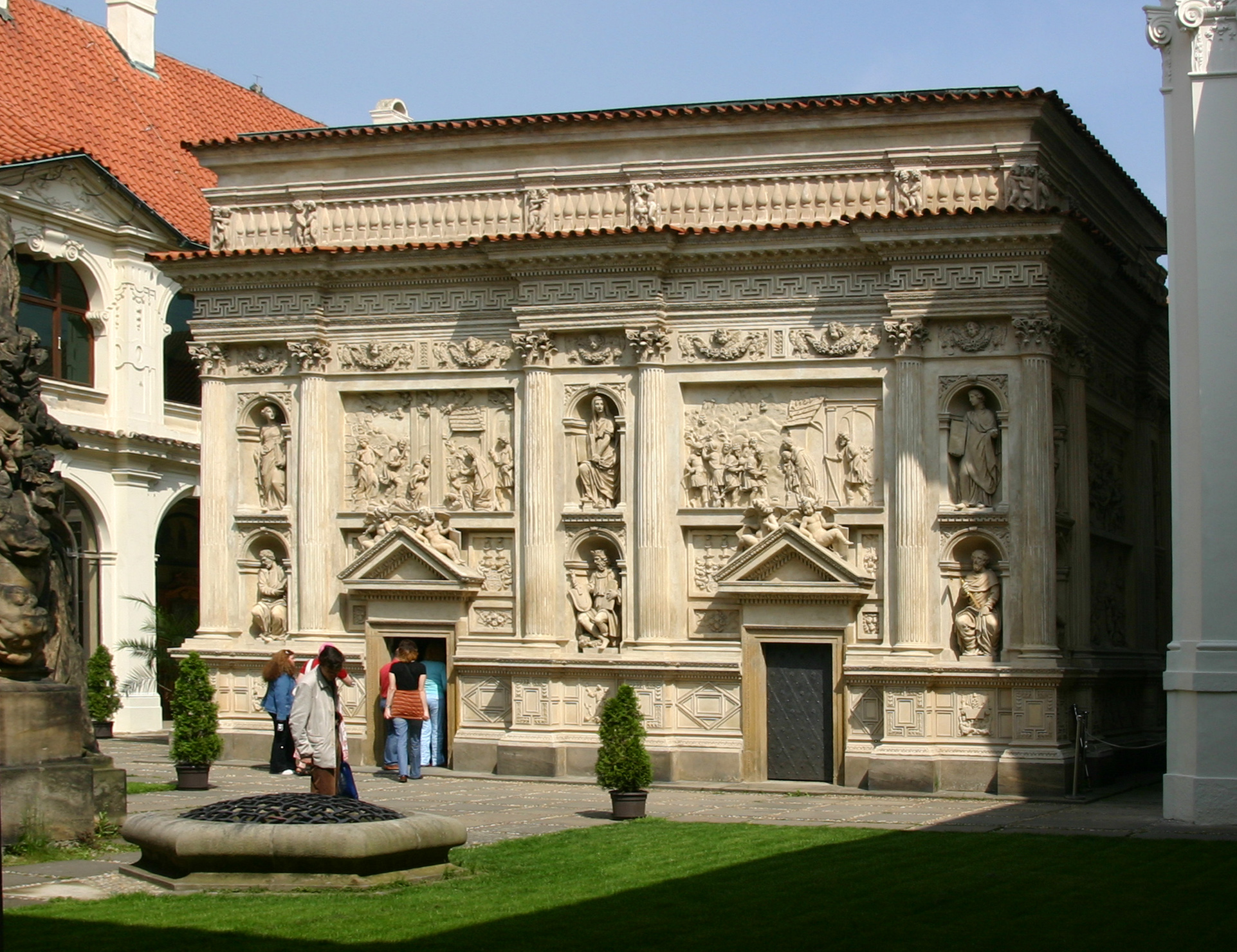
La Santa Casa
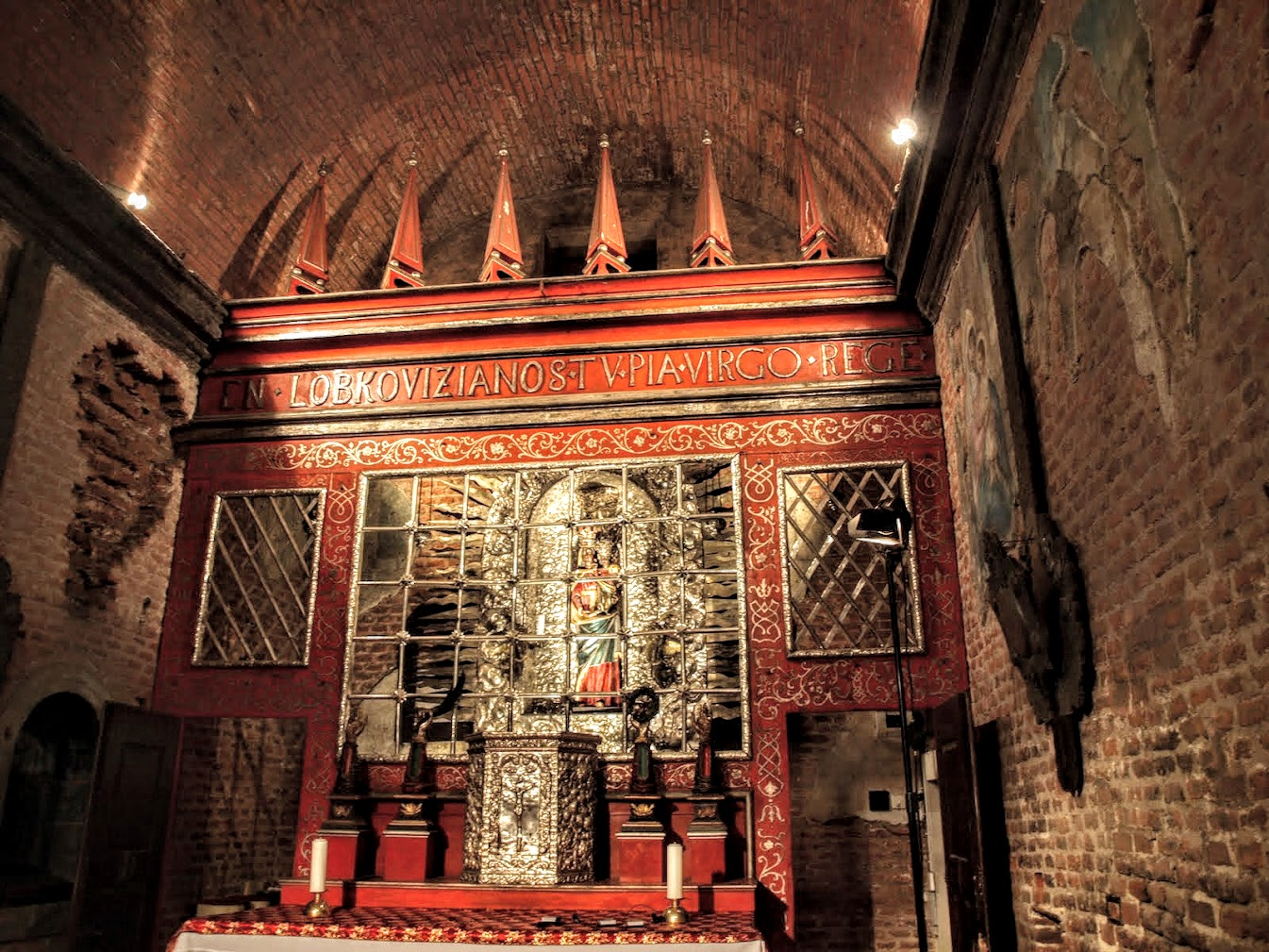
L'interno della Santa Casa

### La facciata

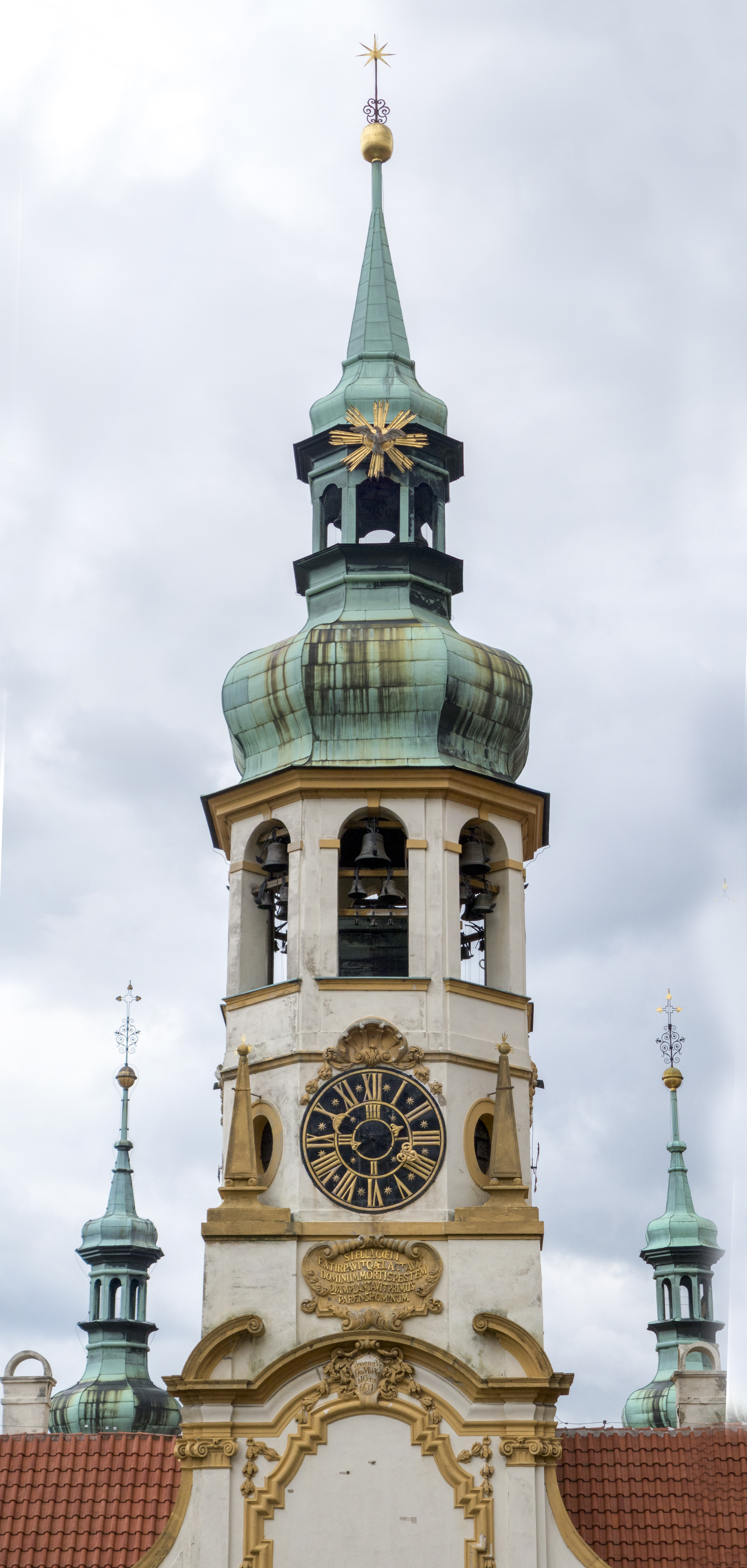
La torre campanaria.

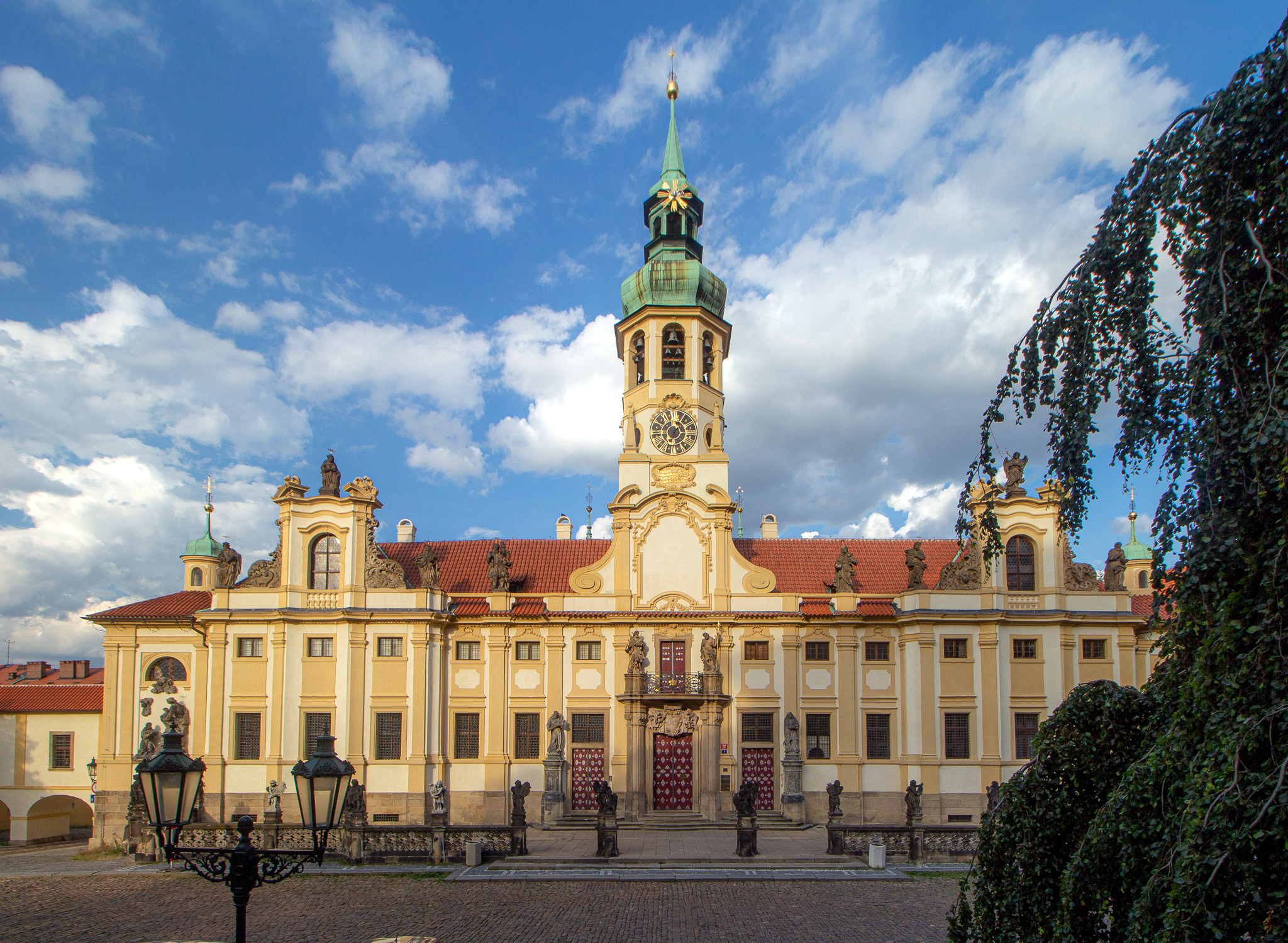
La facciata'.

La facciata, che dà sulla piazza, ricopre tutto il lato occidentale del complesso. Uno dei capolavori barocchi della Boemia, venne costruita tra il 1716 e il 1722 da Christoph Dientzenhofer, a cui si unì anche suo figlio Kilian Ignaz fra il 1720 e il 1723. Si sviluppa su quindici sezioni, comprendenti due cappella laterali, e articolate da tre frontoni. Una torre campanaria centrale costituisce il punto di fuga alle simmetrie speculari dell'architettura. La torre, ottagonale su base quadrata e copertura a bulbo, accoglie al suo interno un carillon di 27 campane, realizzato da Peter Neumann ad Amsterdam nel 1694. Davanti alla facciata, nel 1725 fu posta la fastosa balaustra animata con ventisei statue di Cherubini che portano cartigli con rilievi della Vita della Vergine. Opera della bottega di Ondřej Filip Quitainer, gli originali sono esposti al Lapidarium del Museo nazionale di Praga.

### Chiesa della Natività

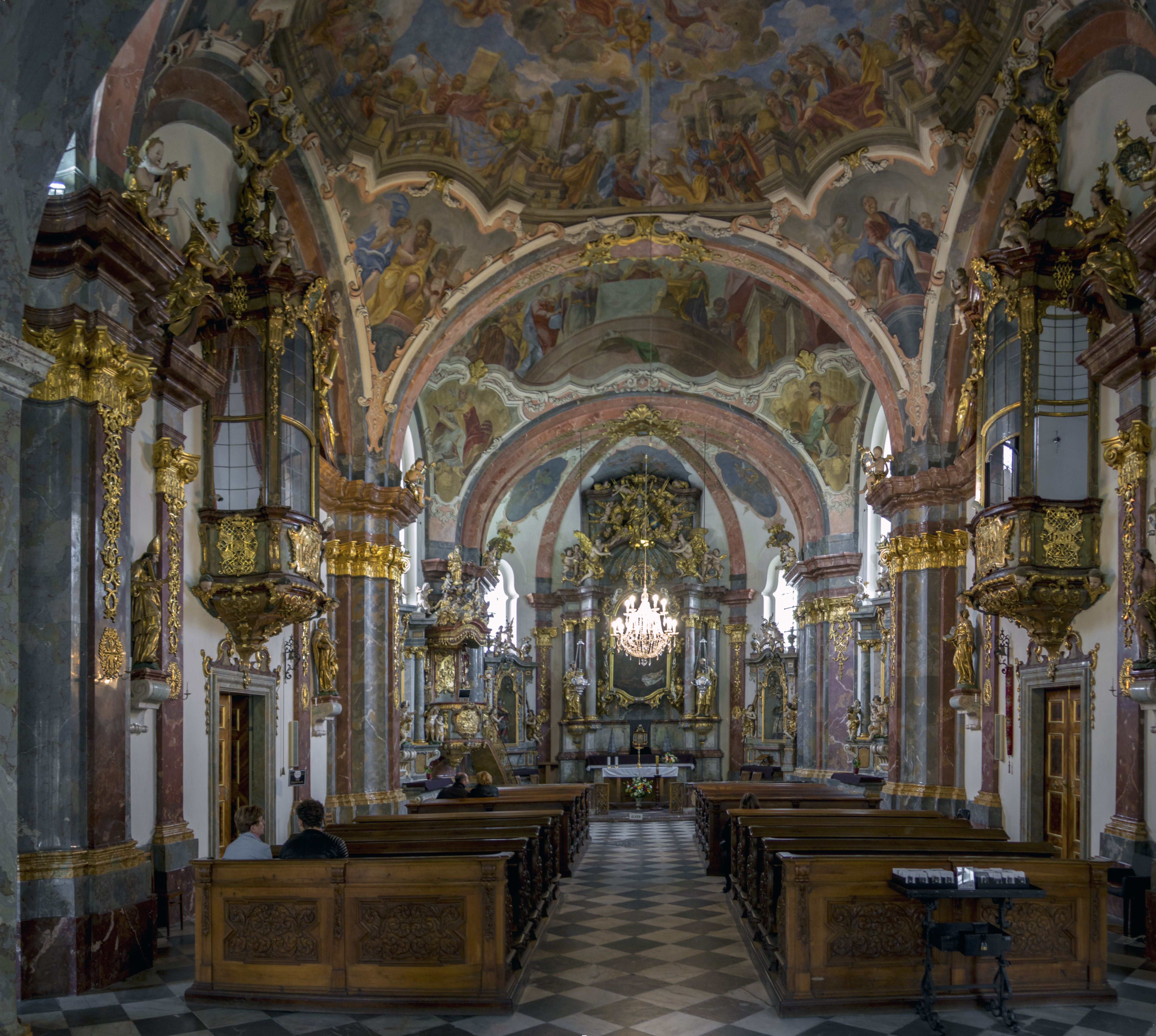
Interno della Chiesa della Natività.

Sorge lungo l'asse ovest-est del complesso, che dalla facciata attraversa il cortile e la cappella e raggiunge la chiesa. Situata al centro del lato orientale del chiostro, la chiesa appare addossata alla cappella della Santa Casa. Presenta due campanili gemelli addossati ai fianchi e una pianta a navata unica con cinque altari e abside semi-circolare. Venne eretta nel 1734-35 su progetto di Johann Georg Achbauer il Giovane, fratellastro di Kilian Ignaz; le grandi volte a vela vennero affrescate da Wenzel Lorenz Reiner. All'altar maggiore è una tela rinascimentale dell'Adorazione del Signore.

### Tesoro
Al primo piano del chiostro, nel corridoio verso la facciata, è ospitato dall'inizio del XX secolo, il Tesoro di Loreto. Parte della preziosa collezione di oggetti votivi e liturgici di epoca tardo gotica, rinascimentale, barocca. Dopo il Tesoro di San Vito della Cattedrale è il secondo più prezioso della Repubblica Ceca. Sono esposti lavori di oreficeria barocca, reliquiari, calici, corone e ostensori, il più antico presepe in miniatura e paramenti sacerdotali. Tra i cimeli spiccano:
- Il Sole di Praga, ostensorio a razza in argento dorato e 6.000 diamanti[1] realizzato negli anni 1696-99 dall'orafo viennese Johann Baptist Khünischbauer (Känischbauer) e dal gioielliere Matthias Stegner e aiuti, secondo un progetto grafico dell'architetto di corte viennese Johann Bernhard Fischer von Erlach[1]. Fu commissionato da Václav Ferdinand conte di Lobkowicz († 8 ottobre 1697).
- L’Ostensorio di Lobkowitz, del 1673, in un mosaico d'oro e coralli che rimandano alle commistioni di Naturalia e Artificialia di Rodolfo II d'Asburgo.

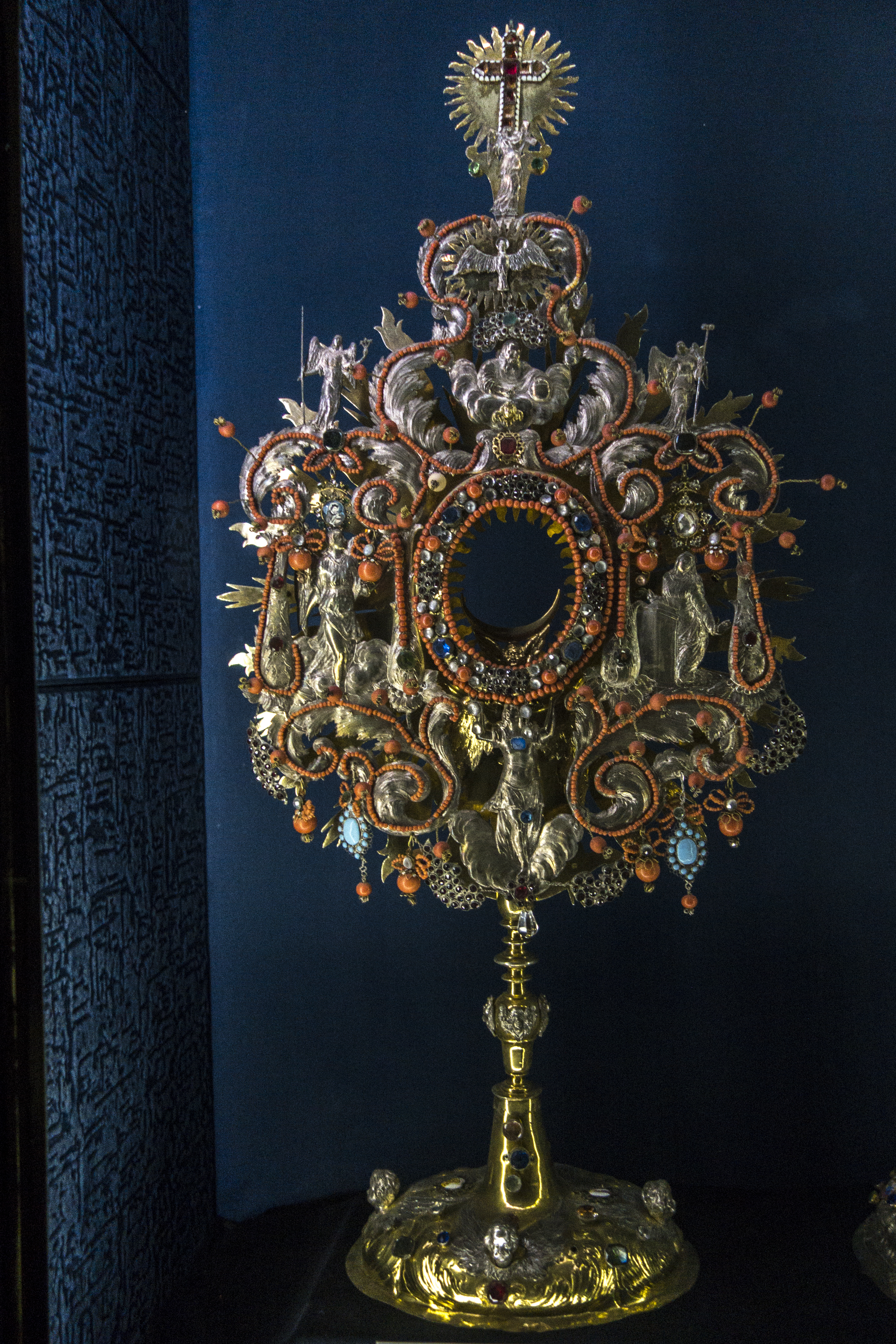
L’Ostensorio di Lobkowitz
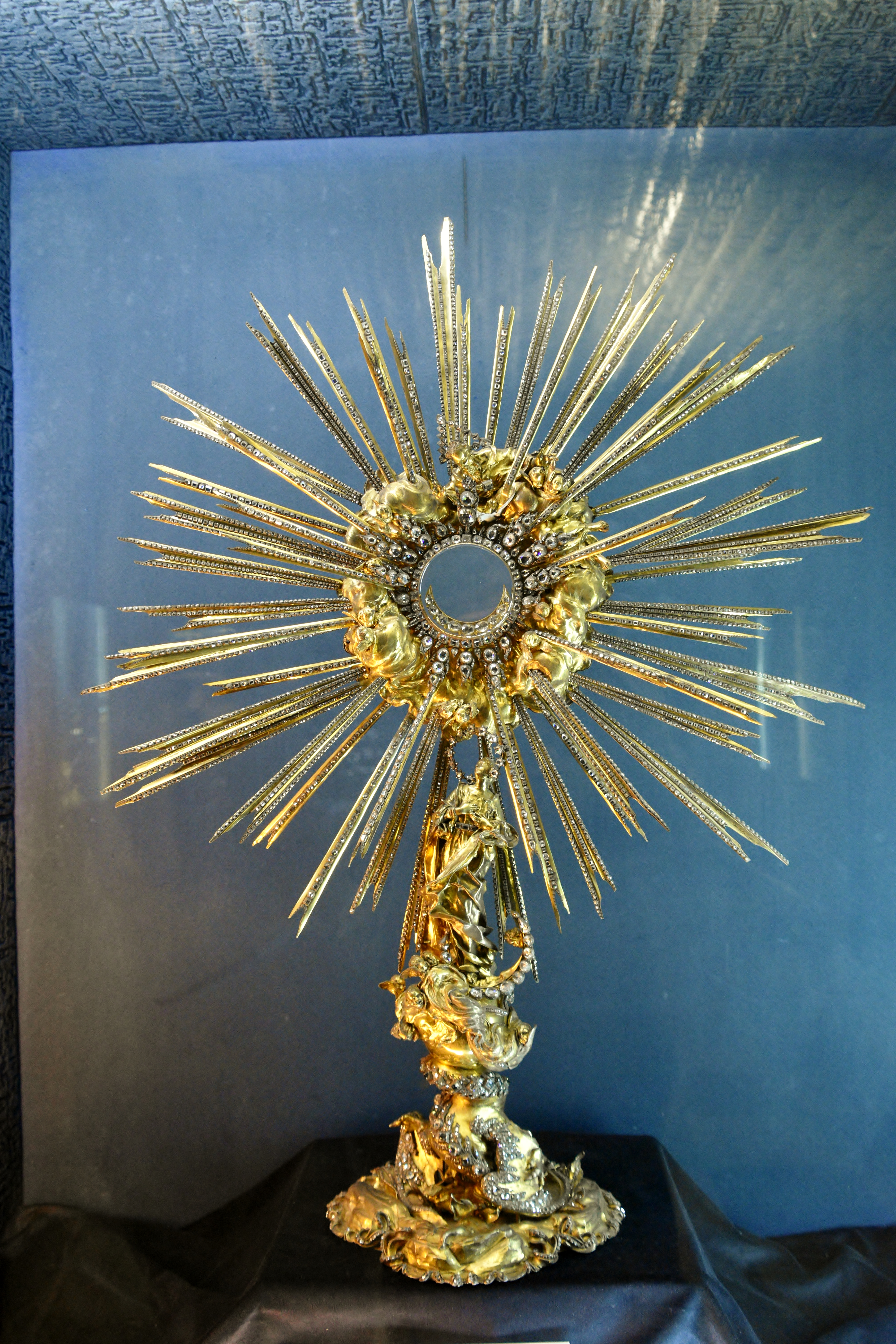
Il Sole di Praga
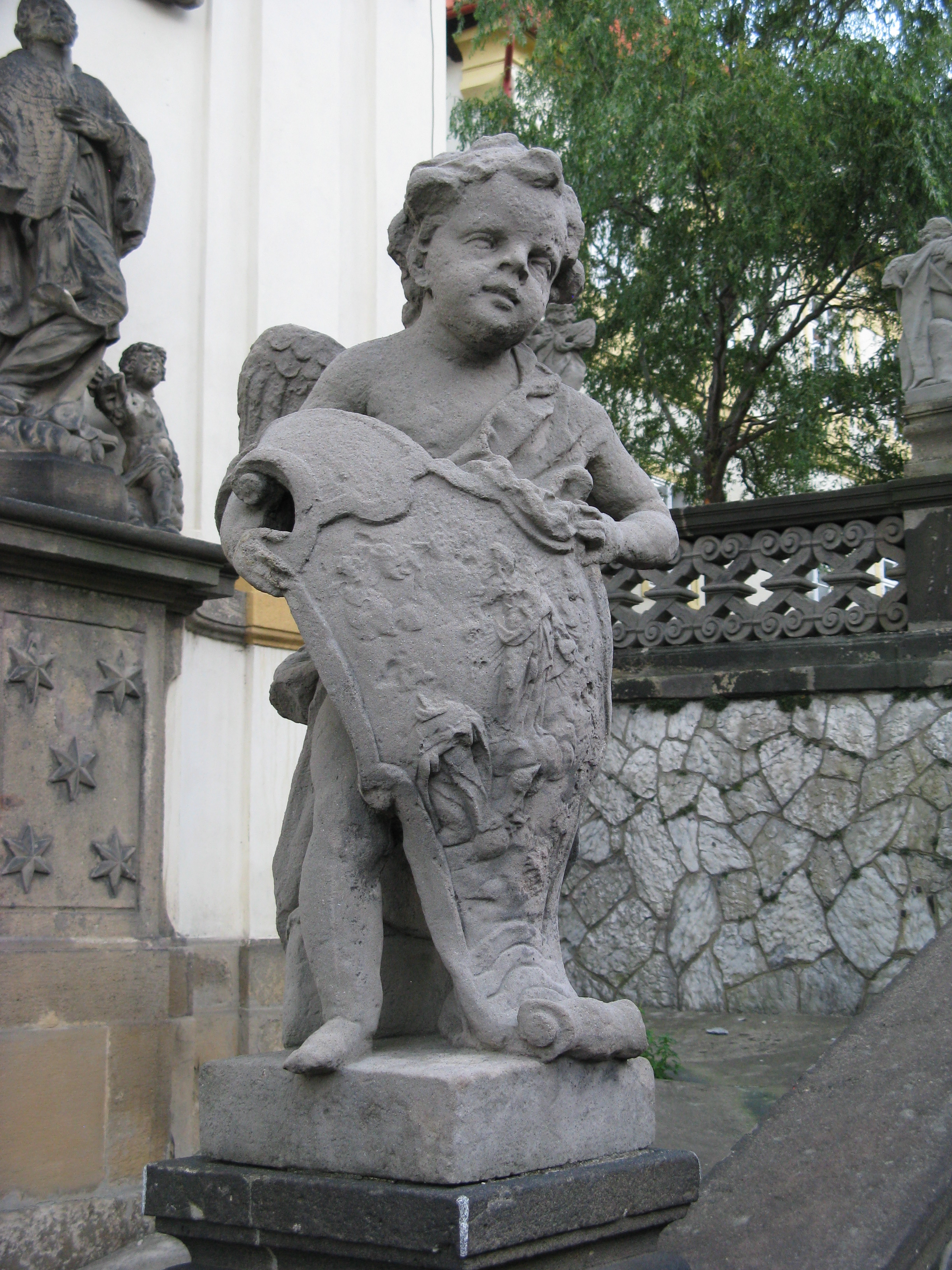
Foto di uno dei ventisei angeli che decorano il recinto
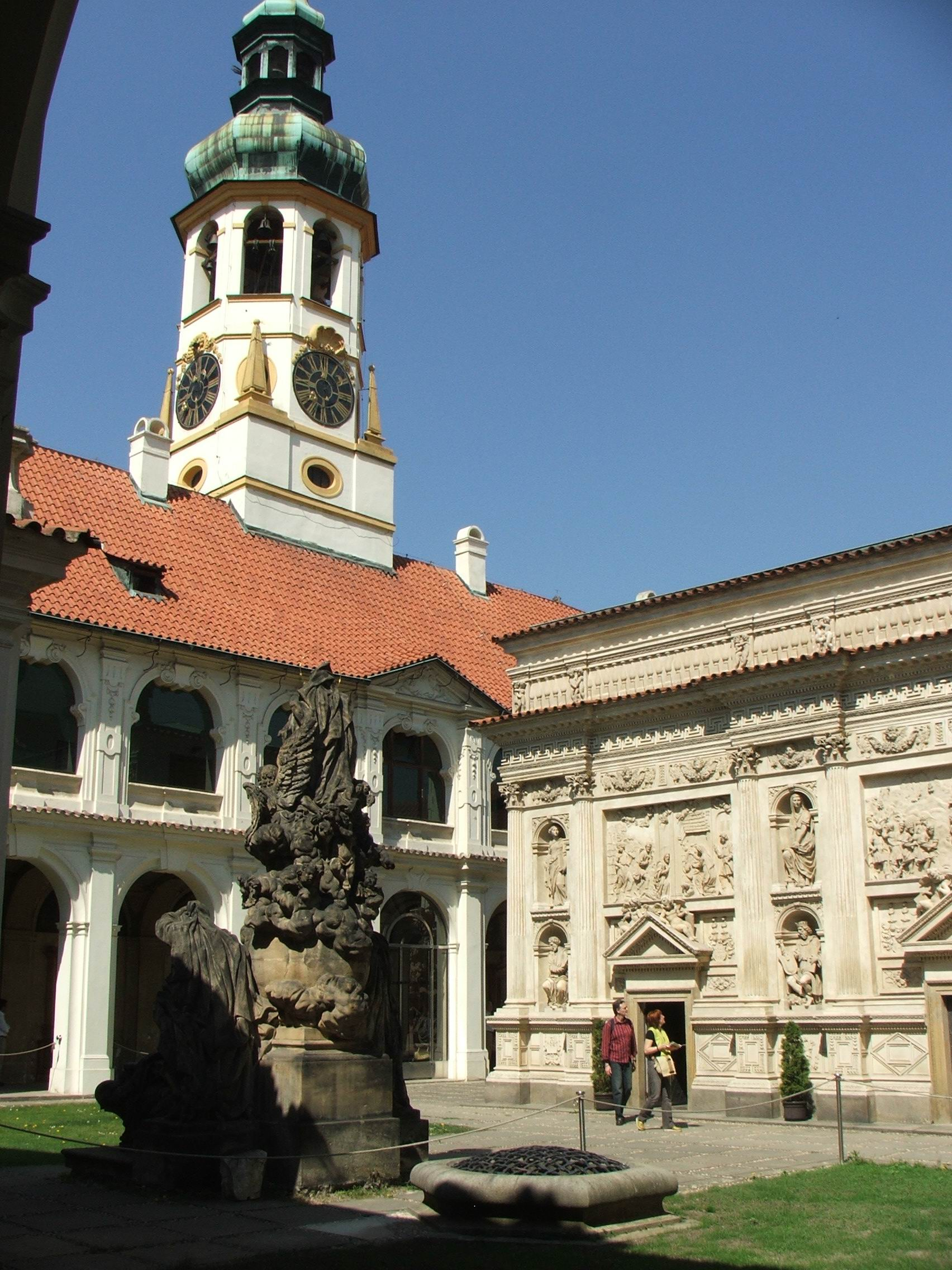
La Fontana dell'Assunzione della Vergine nel cortile
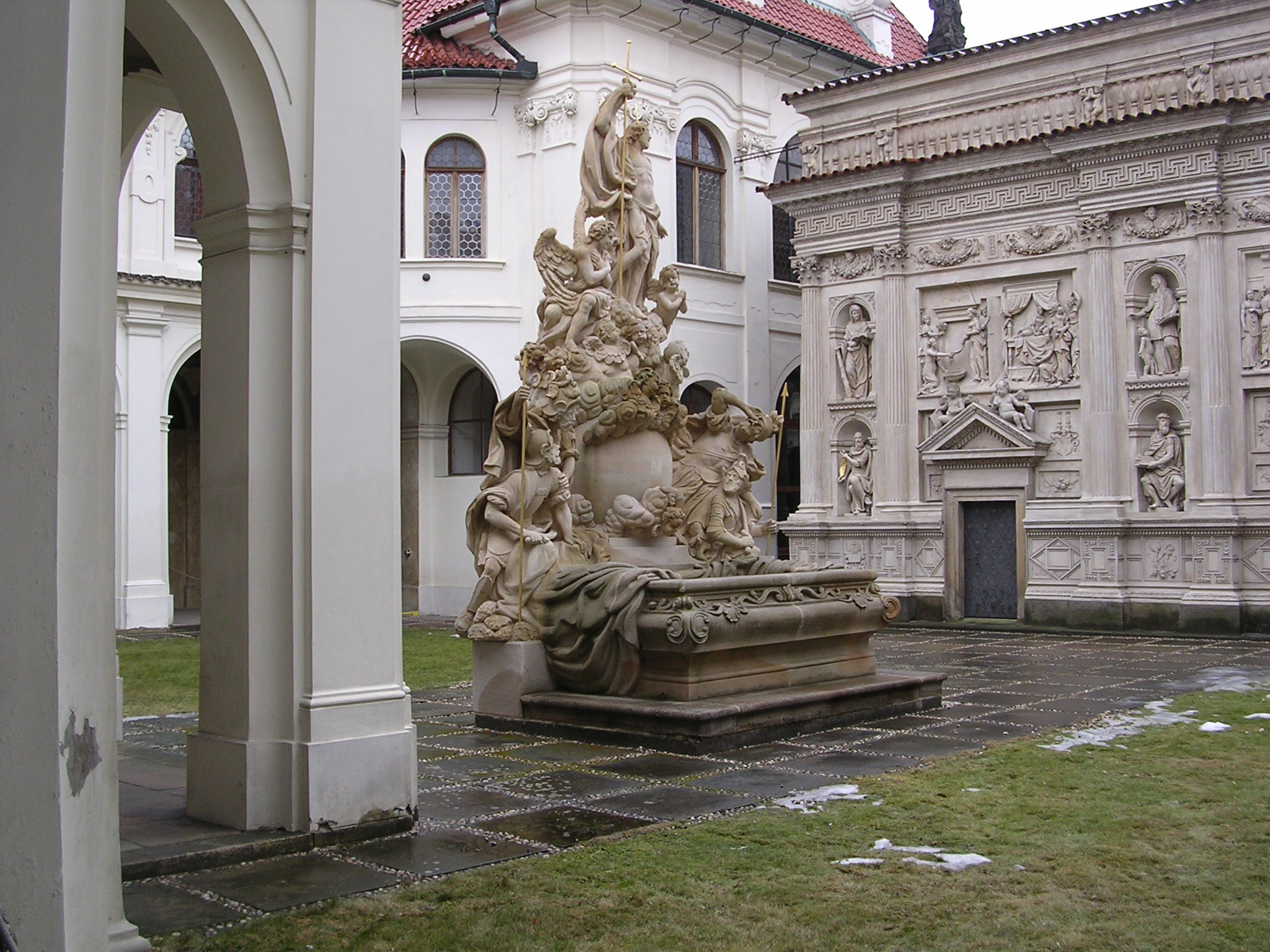
La Fontana della Resurrezione di Cristo nel cortile